# Jan Henrik Telders

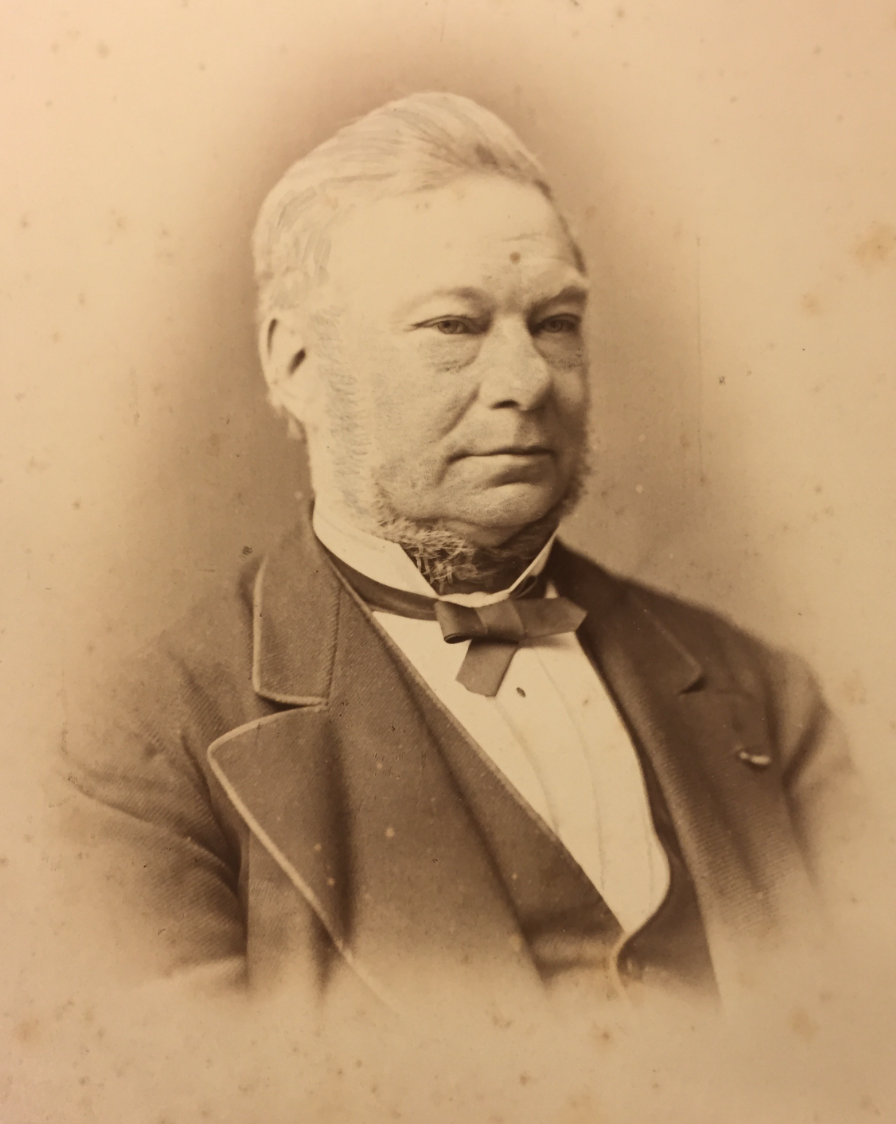
Jean Henri Telders (1807-1878)

Jan Henrik Telders (Jean Henri, Janus Henricus, Johann Heinrich) (Leiden, 3 juli 1807 - Badenweiler, 15 augustus 1878) was een Nederlands advocaat (1827), Auditeur Militair (1840), lid van het Hoog Militair Gerechtshof (1859) en president van het Hoog Militair Gerechtshof (1868). Telders behoorde tot het Nederlandse geslacht Telders dat in 1942 werd opgenomen in het Nederland's Patriciaat.

## Levensloop
Jan Henrik Telders werd in Leiden geboren op 3 juli 1807. Zijn ouders waren Hendrik Jacobus Telders (1777-1869) en Elisabeth Jacobina Lotte (1783 - 1808). Zijn halfbroer uit het tweede huwelijk van zijn vader met Adriana Goudriaan (1770-1853) was Cato Johan Telders van Soeterwoude (1814-1890), de grootvader van de Haagse advocaat W.A. Telders en overgrootvader van diens zoon Ben Telders. 
Jan Henrik Telders promoveerde in Leiden in 1827. Hierna vestigde hij zich als advocaat in Den Haag. In 1830 trok hij als lid van de schutterij uit tijdens de Belgische opstand. In 1839 werd hij auditeur-militair in Noord-Brabant. In 1855 werd Telders tot Ridder in de Orde van de Nederlandse Leeuw benoemd. Vanaf 1859 was Jan Henrik lid van het Hoog Militair Gerechtshof en na een loopbaan geheel gewijd aan de militaire strafwetgeving werd hij in 1868 president van dit college. In deze functie sprak Telders bij de begrafenisplechtigheid van Mr. J. van Hoytema in Utrecht en was hij voorzitter bij diverse sententies.
Jan Henrik Telders is overleden op 20 augustus 1878 in Badenweiler, Duitsland. Zijn Telders familiewapen staat afgebeeld in het wapenboek van de Illustre Lieve Vrouwe Broederschap uit 's-Hertogenbosch waar Telders lid en broeder van was vanaf 1852.

## Familie
Jan Henrik Telders trouwde op 16 juli 1832. Bij de geboorte van hun dochter zijn moeder en pasgeboren dochter in maart 1836 gestorven. Hij trad op 22 april 1840 in het huwelijk met de dochter van generaal majoor der cavalerie Johannes Vertholen. Uit het tweede huwelijk van Jan Henrik Telders werden drie kinderen geboren, waaronder Jean Marie Telders (1842-1900) en Adriën Telders (1843-1913).  